# IC 4464
IC 4464 ist eine linsenförmige Galaxie vom Hubble-Typ SB0 im Sternbild Zentaur. Sie ist rund 186 Millionen Lichtjahre von der Milchstraße entfernt.
Entdeckt wurde das Objekt im Jahre 1899 von DeLisle Stewart.